# Wilshire/Rodeo (métro de Los Angeles)
 (2026).
Wilshire/Rodeo est une future station de métro américaine à Beverly Hills, dans le comté de Los Angeles, en Californie. Située sur la ligne D du métro de Los Angeles entre Century City/Constellation et Wilshire/La Cienega, elle doit ouvrir en 2026.